# Восток (Минск)
Восто́к (бел. Усхо́д) — микрорайон в составе Первомайского района Минска. Микрорайон делится на две части с соответствующими номерами.

## История
Микрорайон «Восток» состоит из двух частей: «Восток-1» который находится в районе улиц Калиновского, Кедышко, проспекта Независимости и «Восток-2» в районе улиц Кедышко, Калиновского, Славинского.
Строительство микрорайона «Восток» началось в середине 1960-х годов на месте ранее находившейся здесь деревни Слепня и её округи. Первыми построены пятиэтажные жилые дома серии 1-464А по улицам Калиновского и Кедышко. В начале 1970-х началось строительство девятиэтажных и шестнадцатиэтажных домов выходящих на Ленинский проспект (ныне проспект Независимости).
В 1977-1978 годах на боковых стенах четырёх шестнадцатиэтажных домов непосредственно выходящих на проспект художником-монументалистом, народным художником БССР Александром Кищенко созданы четыре тематических мозаичных панно: «Минск — город-герой», «Минск — город-труженик», «Минск — город науки», «Минск — город искусства». На улице Кедышко и Калиновского в начале-середине 1970-х годов были построены четыре монолитных многоэтажных дома, одни из первых в БССР. Также в начале-середине 1970-х годов в микрорайоне были построены несколько торгово-общественных центра, школы, детские сады. В начале 1980-х годов возле микрорайона создана Слепянская водная система.

## Расположение
Северо-восточная часть Минска.

## Основные улицы
Калиновского, Кедышко, Славинского, Филимонова. Также через Восток проходит проспект Независимости

## Метро
26 декабря 1986 года в микрорайоне была открыта станция метро «Восток». До 7 ноября 2007 года станция была конечной Московской линии.

## Городская инфраструктура
3 филиала Беларусбанка, почта, аптеки, стоматология, 7 продовольственных магазинов, 2 парикмахерские, бильярдный клуб «Старт», ресторан Арбат, автомобильная заправка, поликлиника № 19, 4 средние школы, 8 детских сада, ЖЭС, промтоварный магазин «Гаспадар i Гаспадыня», магазин семян, Салон-магазин «Счастье», спорткомплекс «Трудовые резервы».

## Транспорт
- Автобусы:

1. 13 — Д/С Зелёный луг 6 — Макаёнка
2. 15 — Д/С Славинского - Фогеля
3. 27 — Д/С Ангарская 4 — Сосновый бор
4. 34 — Д/С Калиновского — пер. Липковский (пос. Липки)
5. 35 — Д/С Зелёный луг 6 — Макаёнка
6. 37 — Д/С Карбышева — Д/С Восточная
7. 37д – Д/С Карбышева- Вокзал
8. 80 — Д/С Карбышева — Великий лес
9. 87с — Д/С Зелёный луг 6 — А/С Автозаводская
10. 91 — Д/С Калиновского — Веснинка
11. 95 — Д/С Калиновского — Степянка
12. 100 — Д/С Славинского — ж/д станция Минск-Южный
13. 113с — Д/С Уручье 4 — Тубдиспансер
14. 139 — Д/С Калиновского — Великий лес

- Троллейбусы:Вид на жилой дом микрорайона Восток-1, просп. Независимости, 131, 9 августа 2020 г.

1. 1 - Д/С Зелёный луг 7 - Ст.м Московская
2. 2 — Д/С Зелёный луг 7 — Д/С Уручье 2
3. 29 — Д/С Калиновского — пл. Мясникова
4. 35 — Д/С Славинского — Д/С Серебрянка
5. 37 — Д/С Уручье 4 — пл. Мясникова
6. 38 — Д/С Славинского — Д/С Сухарево
7. 41 — Д/С Уручье 2 — Малинина
8. 42 — Д/С Уручье 4 — Д/С Дражня
9. 61 — Д/С Уручье 2 — Р/К Академическая
10. 68 — Д/С Уручье 2- Р/К Академическая (ходит по выходным)

- Маршрутные такси
- Станция метро «Восток»
- Остановка пригородного транспорта

## Достопримечательности
Новое здание Национальной библиотеки Беларуси. Торцы 16-этажных зданий, расположенных вдоль проспекта Независимости украшены мозаичным панно: «Минск — город-герой», «Минск — город-труженик», «Минск — город науки», «Минск — город искусства» (автор худ. А. Кищенко). В микрорайоне расположен Храм в честь Всех святых.
Символом микрорайона Восток являются скульптуры мамонтов, расположенные около дома по адресу Калиновского, 40/3.